# Canoparmelia carneopruinata
Canoparmelia carneopruinata är en lavart som först beskrevs av Alexander Zahlbruckner, och fick sitt nu gällande namn av Elix & Hale. Canoparmelia carneopruinata ingår i släktet Canoparmelia och familjen Parmeliaceae.   Inga underarter finns listade i Catalogue of Life.